# Discografia di J Balvin
Questa voce comprende tutte le pubblicazioni (album, EP, singoli ecc.) del cantante e rapper J Balvin.

## Album in studio
- 2013 – La familia
- 2016 – Energía
- 2018 – Vibras
- 2019 – Oasis (con Bad Bunny)
- 2020 – Colores
- 2021 – José

## Mixtape
- 2007 – Real
- 2008 – El negocio
- 2012 – J Balvín Mix Tape

## EP
- 2020 – Summer Love
- 2020 – Summer Vacation
- 2020 – Summer Fiesta

## Singoli

### Come artista principale
- 2009 – Ella me cautivó
- 2010 – Sin compromiso
- 2010 – Me gustas tú
- 2012 – En lo oscuro
- 2012 – Como un animal
- 2012 – Yo te lo dije
- 2012 – Tranquila
- 2013 – Sola
- 2013 – 6 A.M. (con Farruko)
- 2014 – La venganza
- 2014 – Ay vamos
- 2015 – Ginza
- 2016 – Bobo
- 2016 – Safari (feat. Pharrell Williams, Bia e Sky)
- 2016 – Qué raro (con Feid)
- 2017 – Sigo extráñandote
- 2017 – Si tu novio te deja sola (feat. Bad Bunny)
- 2017 – Hey Ma (con Pitbull feat. Camila Cabello)
- 2017 – Bonita (con Jowell & Randy)
- 2017 – Mi gente (feat. Willy William)
- 2017 – Mi gente (Remix) (con Willy William feat. Beyoncé)
- 2017 – Sensualidad (con Bad Bunny e Prince Royce feat. Mambo Kingz e DJ Luian)
- 2017 – Downtown (con Anitta)
- 2017 – Bum bum tam tam (Remix) (con Future, Stefflon Don, Juan Magán e Mc Fioti)
- 2018 – Machika (Anitta e Jeon)
- 2018 – Ahora
- 2018 – X (con Nicky Jam)
- 2018 – Ambiente
- 2018 – Familiar (con Liam Payne)
- 2018 – I Like It (con Cardi B e Bad Bunny)
- 2018 – No es justo (con Zion & Lennox)
- 2018 – Say My Name (con David Guetta e Bebe Rexha)
- 2018 – Reggaetón
- 2019 – Bola rebola (con Anitta e Tropkillaz feat. Mc Zaac)
- 2019 – I Can't Get Enough (con Benny Blanco, Tainy e Selena Gomez)
- 2019 – Contra la pared (con Sean Paul)
- 2019 – Con altura (con Rosalía feat. El Guincho)
- 2019 – Mañana es too late (con Jesse & Joy)
- 2019 – Ven y hazlo tú (con Nicky Jam, Anuel AA, Arcángel)
- 2019 – Loco contigo (con DJ Snake feat. Tyga)
- 2019 – Yoshi Remix (con Dani Faiv, Thasup, Fabri Fibra, Capo Plaza)
- 2019 – Que pretendes (con Bad Bunny)
- 2019 – La canción (con Bad Bunny)
- 2019 – Yo le llego (con Bad Bunny)
- 2019 – Cuidao por ahí (con Bad Bunny)
- 2019 – Qué pena (con Maluma)
- 2019 – Ritmo (Bad Boys for Life) (con i Black Eyed Peas)
- 2019 – Blanco
- 2020 – Morado
- 2020 – Medusa (con Jhay Cortez e Anuel AA)
- 2020 – Rojo
- 2020 – Amarillo
- 2020 – Gris
- 2020 – Verde (con Sky Rompiendo)
- 2020 – Rosa
- 2020 – Azul
- 2020 – Negro
- 2020 – Agua (con Tainy)
- 2020 – Anaranjado (con Jowell y Randy)
- 2020 – Un día (One Day) (con Dua Lipa, Bad Bunny e Tainy)
- 2021 – In da getto (con Skrillex)
- 2021 – Qué mas pués (con María Becerra)

### Come artista ospite
- 2013 – Blurred Lines (Robin Thicke feat. Pharrell Williams e J Balvin)
- 2014 – I Want Cha (Xonia feat. J Balvin)
- 2014 – Cola Song (Inna feat. J Balvin)
- 2014 – Translation (Vein feat. J Balvin e Belinda)
- 2015 – Tu sombra (Jencarlos Canela feat. J Balvin)
- 2015 – Stuck on a Feeling (Prince Royce feat. J Balvin)
- 2015 – La frontera (Juan Gabriel feat. Julión Álvarez e J Balvin)
- 2015 – Sorry (Latino Remix) (Justin Bieber feat. J Balvin)
- 2016 – Love Is the Name (Sofia Carson feat. J Balvin)
- 2016 – Otra vez (Zion & Lennox feat. J Balvin)
- 2016 – 35 Pa las 12 (Fuego feat. J Balvin)
- 2016 – Turn out the Light (Cris Cab feat. J Balvin)
- 2017 – Ahora dice (Chris Jeday feat. J Balvin, Ozuna e Arcángel)
- 2017 – Muy personal (Yandel feat. J Balvin)
- 2018 – Mi cama (Remix) (Karol G feat. J Balvin e Nicky Jam)
- 2018 – Caliente (De La Ghetto feat. J Balvin)
- 2018 – Ponle (con Rvssian e Farruko)
- 2018 – El peor (Chyno Miranda feat. J Balvin)
- 2018 – Just Wanna Love You (Cris Cab feat. J Balvin)
- 2018 – Mocca (Remix) (Lalo Ebratt e Trapical feat. J Balvin)
- 2019 – Pirate (Gims feat. J Balvin)
- 2019 – Bajo cero (con Sky e Jhay Cortez feat. MadeinTYO)
- 2019 – Baila baila baila (Remix) (Ozuna feat. Daddy Yankee, J Balvin, Farruko e Anuel AA)
- 2019 – Tudo bom (Static & Ben El Tavori feat. J Balvin)
- 2019 – You Stay (DJ Khaled feat. Meek Mill, J Balvin, Lil Baby e Jeremih)
- 2019 – No me conoce (Remix) (Jhay Cortez feat. J Balvin e Bad Bunny)
- 2019 – Haute (Tyga feat. J Balvin e Chris Brown)
- 2019 – China (con Anuel AA, Daddy Yankee e Karol G feat. J Balvin e Ozuna)
- 2019 – Indeciso (Reik feat. J Balvin e Lalo Ebratt)
- 2019 – Que calor (Major Lazer feat. J Balvin ed El Alfa)
- 2019 – Porfa (Remix) (Feid e Justin Quiles feat. J Balvin, Maluma, Nicky Jam e Sech)
- 2020 – No te vayas (Yandel feat. J Balvin)
- 2020 – Relación (Remix) (Sech feat. Daddy Yankee, J Balvin, Rosalía e Farruko)
- 2020 – Billetes azules (Kevvo feat. J Balvin)
- 2020 – Una locura (Ozuna con J Balvin e Chencho Corleone)
- 2020 – La luz (Sech feat. J Balvin)
- 2020 – De cora (Rauw Alejandro feat. J Balvin)
- 2020 – Baby (Sfera Ebbasta feat. J Balvin)
- 2023 – ETA (Dani Faiv feat. J Balvin e Geolier)